# Hoplochelus lepidus
Hoplochelus lepidus är en skalbaggsart som beskrevs av Marc Lacroix 1989. Hoplochelus lepidus ingår i släktet Hoplochelus och familjen Melolonthidae. Inga underarter finns listade i Catalogue of Life.